# 旅客機の操縦
本項では旅客機の操縦（りょかっきのそうじゅう）について説明する。

## 概要
2人のパイロットで操縦する大型旅客機の場合は、機長が操縦を担当、副操縦士は管制官との通信や機長の補佐を行う。2人は管制官と連絡を取り安全に航行できるよう飛び、大きな気流の乱れや落雷の危険性などがあれば進路変更もする役割を担う。離陸と着陸の際は機長あるいは副操縦士が操縦かんを握って操縦するが、安全なコースでは大部分は自動操縦装置に操縦をまかせる。
機長と副操縦士は出発前に運行管理者からパイロットブリーフィングを受ける。ブリーフィングで航空会社の運行管理者が作成したフライトプラン（飛行計画）について説明を受ける。ルート上および目的地の天候、使用する滑走路などについて説明を受け、飛行機の揺れ防止や安全飛行のために気象情報も確認する。飛行ルート、飛行距離、時間、燃料の量なども確認し、機長が署名しフライトプランを確定させる。
離陸と着陸の際は、機長あるいは副操縦士が操縦桿を握って操縦する。航空管制官からの誘導や指示に従い飛行機を駐機場所から滑走路へ移動させ、離陸許可が出たら飛行機のエンジンの出力を上げ離陸する。ある高度に上昇したら自動操縦に切り替える。
離陸の詳細については離陸を参照。
安全なコースでは大部分は自動操縦装置に操縦をまかせる。気流の変化で機体の揺れが大きくなった場合は航空管制官に許可をもらい高度を変更する。
目的地が近づいたら、着陸の手順を開始する。
着陸の詳細については着陸を参照。
着陸後、駐機場所で旅客機を停止させたら、デブリーフィングを行い、機体についての確認を行い、フライトレコード（飛行日誌）に書き込む。
- デブリーフィング - 機長と副操縦士はフライトについて振り返り、イレギュラーなことや改善すべき点はなかったかについて話し合う。デブリーフィングは毎回行うものであり、将来のフライトに役立つものである。クルーへのフィードバックと改善も行う[3]。
- 機体の確認 - 機体を確認することで機体の状態が良好で次のフライトにも使えると確かめられる。もし不具合や技術的な問題の兆候がわずかでもあればそれをメンテナンス担当者に報告する[3]。
- 飛行日誌への記入 - 飛行日誌のフォームの各欄に各情報を書き込む[4]。

## 操縦桿、ペダル、レバーの操作
スロットルレバー（スラストレバー）を操作するとエンジンの出力が変化する。操縦輪を左右に回すあるいは、操縦スティックを左右に倒すとエルロン（補助翼）が左右連動して動く。操縦輪を右に回すあるいは操縦桿を右に倒すと旅客機は右方向にバンクする。近年のエアバス社の旅客機は計器を見やすくするため座席の横に配置されたスティック式の操縦桿である。足元のラダーペダルを踏むとラダー（方向舵）を操作でき、たとえば左のラダーペダルを踏むと方向舵が左に振れ機首が左に向く。旋回させる時は、旋回により生じる遠心力（横G）を考慮し、操縦輪（操縦スティック）を左右に動かし機体を傾けるとともにラダーペダルを使い機首の向きを変える。 例えば左旋回なら、操縦輪を左に回したり操縦桿を左に倒したりするとともに左のラダーペダルを踏む。旅客機の場合、通常は旅客への負担を考慮し、バンク角が35度くらいまでで運行されている。
旅客機は慣性力があるので操縦入力に対して効きも少し遅れる。その為、操縦輪（操縦スティック）やペダルの操作は、少し先を読んで操作する必要がある。エンジンの推力も操作から少々遅れて反応するので、スラストレバーも先を読んだ操作が必要である。
旅客機の操縦では旋回時にバンク角を一定に保つように操縦することが一般的だが、そもそも角度を保つことも単純な操作ではできない。旅客機を右に傾けるには操舵輪を右に回せばよいが、操舵輪をずっと右に傾けていればいいというものではなく、操舵輪の傾きに反応して飛行機が右に傾いてゆくので、傾きがちょうど良い程度になったら操舵輪を戻す必要がある。ある傾きを保ったままにするために必要な操舵輪の傾きは、その時々の飛行機の傾きによって異なる。また旅客機の機首を上げるには操舵輪を引き、飛行機の機種を下げるには操舵輪を押せば良いが、これも機首の角度がちょうど良い角度になったらその角度を保つ程度に戻してやらなければならない。
また旅客機の操縦ではエンジンやフラップを操作するたびに機首の勝手な動きを抑えるように操舵輪（操縦スティック）を操作しなければならない、という大変さがある。旅客機の操縦で大変なのは各要素が勝手に連動することである。左右の傾きが大きくなればなるほど機首は勝手に下がろうとする。高度を変えずに旋回しようとすれば、左右のバンク角が大きければ大きいほど、それに応じただけ操舵輪も引き寄せなければならない。また、エンジンの出力を上げると機首は勝手に上がろうとするし、逆に出力を下げると機首は勝手に下に下がろうとする。また低速飛行時に高揚力を発生させるための装置であるフラップを操作しても機首が勝手に上下する。このように旅客機の操縦ではエンジンやフラップを操作するたびに機首の勝手な動きを抑えるように操舵輪を操作しなければならない、という大変さがある。

## 旅客機の操縦に必要な免許類
日本で飛行機を操縦するには、国土交通省航空局（略称:JCAB）から発給される航空従事者技能証明書（操縦士技能証明書）を所持していなければならない。プロのパイロットとして旅客機の操縦をするには事業用操縦士の免許が必要である。そのほか航空身体検査証明書、航空無線免許も必要であり、この3点を所持して操縦を行う。

## ギャラリー

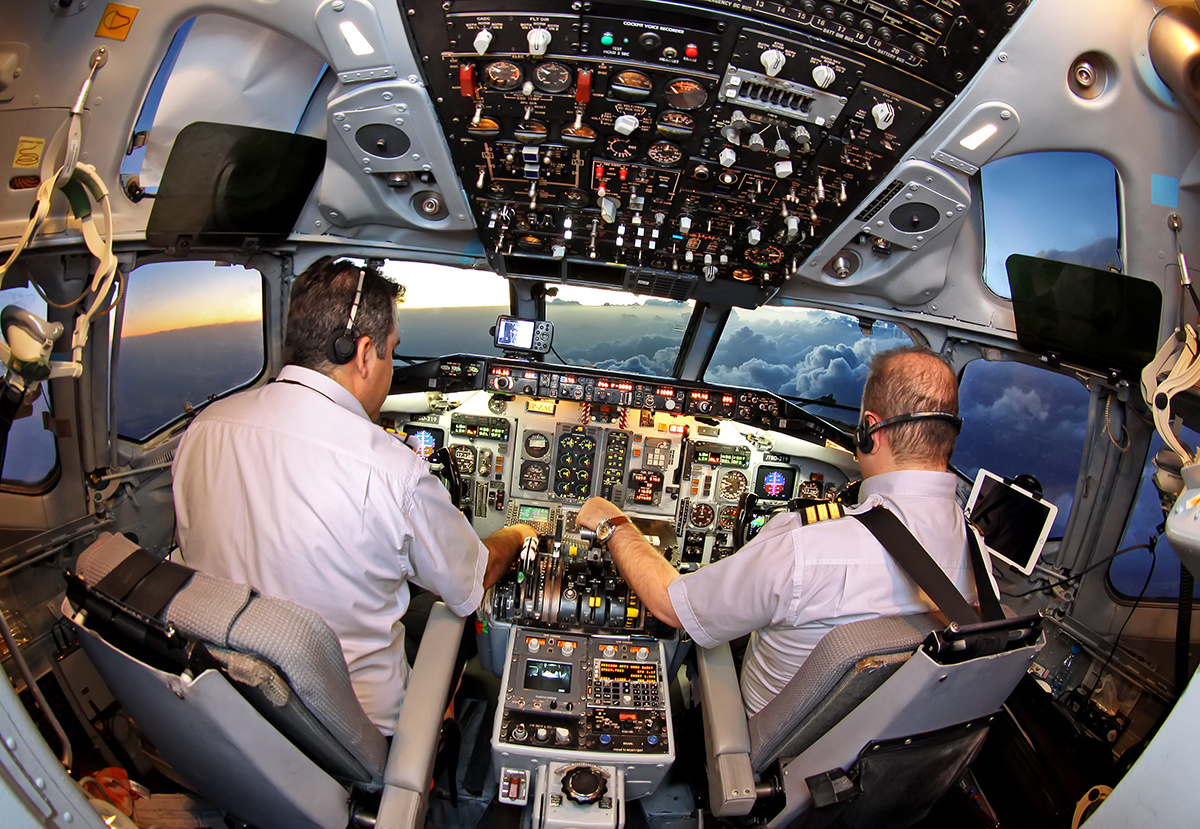
マクドネル・ダグラス MD-80の操縦
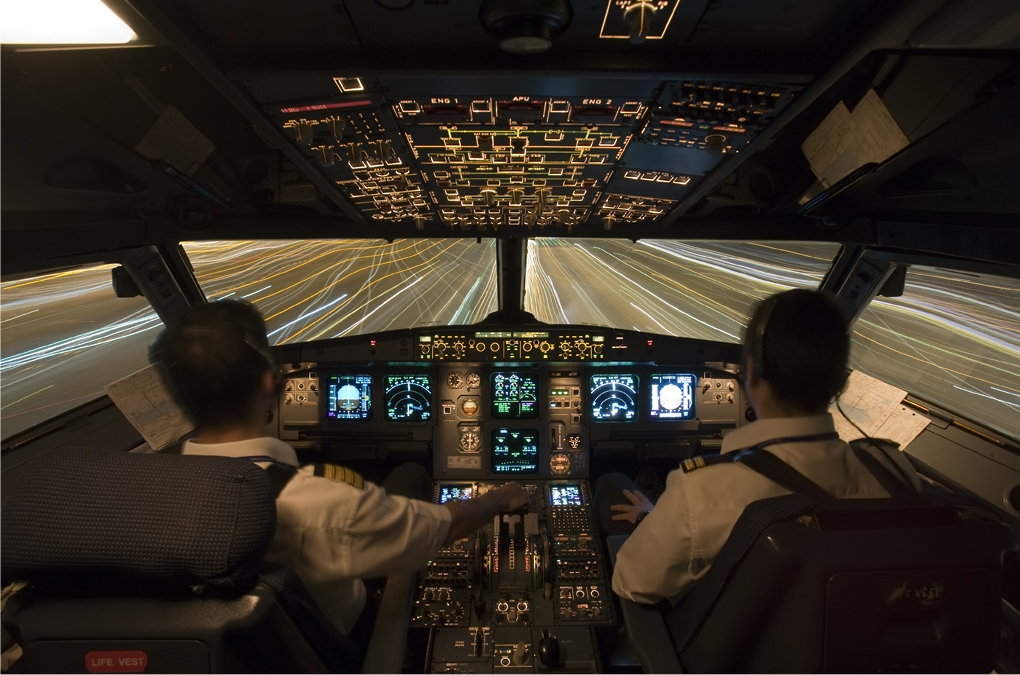
エアバスA321の操縦

## 関連文献
- ジェット旅客機操縦完全マニュアル パイロットはコクピットで何をしているのか?  中村 寛治 、SBクリエイティブ、2021[10]